# الاتصال وتغيير السلوك

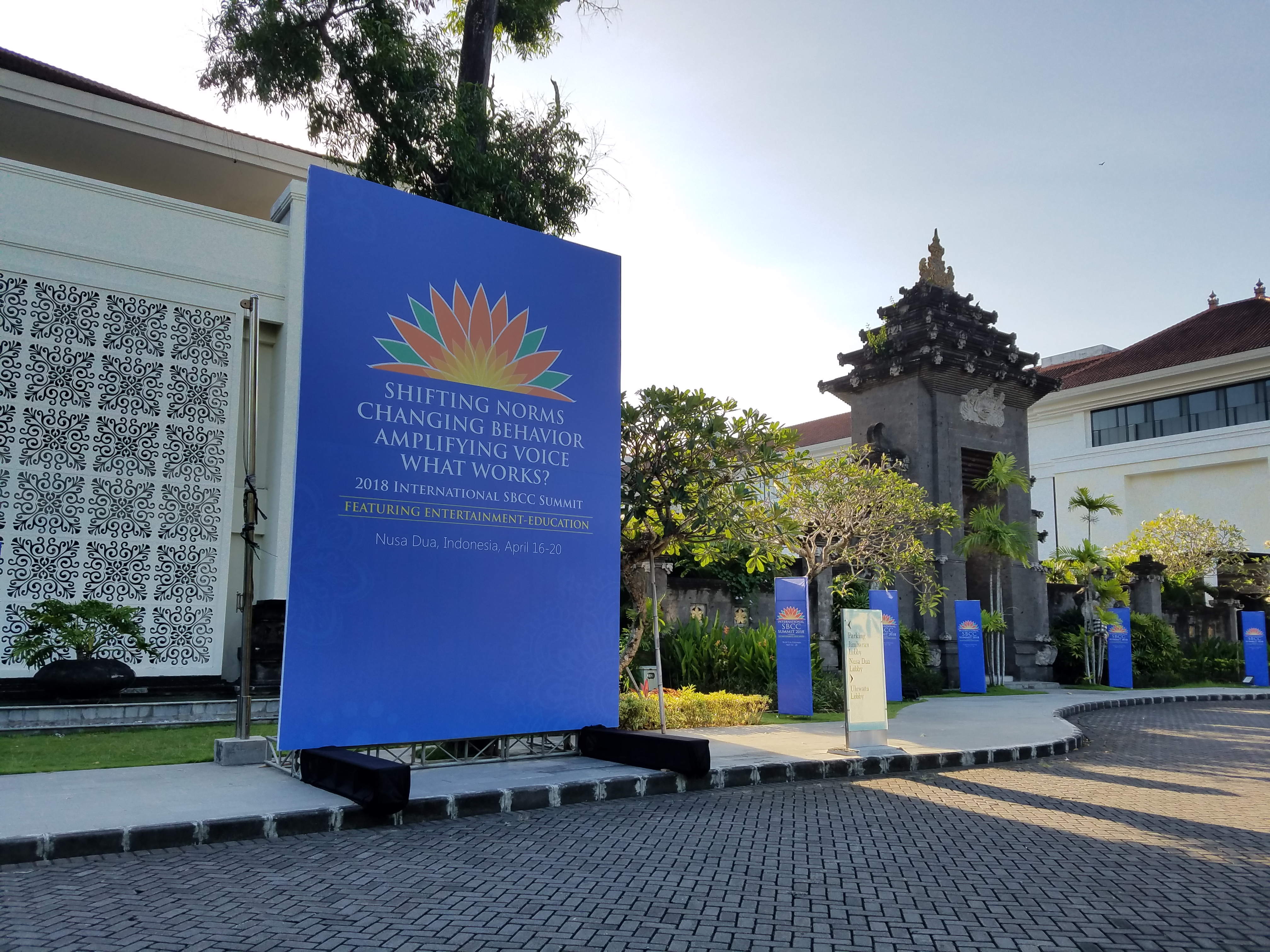

الاتصال وتغيير السلوك (BCC) هو أي عملية تدخل ما بين الأشخاص والجماعات المشتركة و/أو المجتمعات لتطوير إستراتيجيات اتصال من أجل تعزيز السلوكيات الإيجابية التي تتوافق مع خلفياتهم. وسيخلق ذلك بدوره بيئة داعمة تمكن الأفراد من البدء في الحصول على نتائج سلوكية إيجابية المرغوب فيها والمحافظة على تلك النتائج.

ولا ينبغى الخلط بين الاتصال لتغيير السلوك وبين تعديل السلوك وهو مصطلح له معنى خاص يتعلق بأسس علم النفس السريري

## الخلفية
إن تزويد الأشخاص بالمعلومات وتعليمهم كيفية التصرف لا يؤدي إلى التغيير المنشود المتعلق باستجابتهم/سلوكهم. ومع ذلك، عندما تكون هناك بيئة داعمة جنبًا إلى جنب مع المعلومات والاتصال (التدريس)، فإن ذلك سيخلق تغيرًا مرغوبًا فيه في سلوك المجموعة المستهدفة. وبالتالي، فقد ثبت أن الاتصال لتغيير السلوك هو تدخل تعليمي له علاقة وثيقة الصلة بالتعليم والاتصال. كذلك، فإنه يمثل أحد أشكال الاتصال الإستراتيجية والجماعية الموجهة إلى إدراك التغيير المطلوب في سلوك المجموعة المستهدفة.

## إستراتيجيات الاتصال لتغيير السلوك
يختلف الاتصال لتغيير السلوك عن طريقة الاتصال التعليمية العادية، كما أنه خاص بهدف محدد. يتكون أي مجتمع من عدة مجموعات فرعية. ومن ثم، فإن إستراتيجية الاتصال لتغيير السلوك ستتغير من مجموعة إلى أُخرى. وفيما يلي النقاط الهامة التي ينبغي مراعاتها أثناء وضع إستراتيجية الاتصال لتغيير السلوك.
- عامل التأثر/الخطر للمجموعة المستهدفة.
- عامل التأثر/الخطر للمجموعة المستهدفة التي تتم معالجتها.
- الصراعات والعقبات التي تعترض تغيير السلوك المرغوب فيه.
- نوع الرسالة ووسيلة الاتصال التي يمكنها الوصول بطريقة جيدة إلى المجموعة المستهدفة.
- نوع المصادر المتاحة وتقييم المعرفة الحالية للمجموعة المستهدفة فيما يتعلق بالقضية التي يتم التعامل معها.

ومن الممكن أن يكون هناك نقاط عديدة في هذه القائمة. يتطلب نجاح الاتصال لتغيير السلوك العديد من عمليات البحث والتخطيط الدقيق حول محتوى المعرفة بالموضوع ونمط سلوك/توجه المجموعة المستهدفة.

## الآثار المترتبة على منهج الاتصال لتغيير السلوك
يعتبر منهج الاتصال لتغيير السلوك وسيلة فعالة للتعامل مع العديد المشكلات التي تعاني منها المجتمعات والمجموعات. وقد تم تكييف منهج الاتصال لتغيير السلوك ليكون إستراتيجية فعالة لـ التعبئة المجتمعية والصحة والتعليم البيئي وبرامج التواصل مع المجتمع لمختلفة.
لقد ساعد تحسن المعرفة بعملية الاتصال لتغيير السلوك في تصميم برامج اتصالات للحد من خطر نقل فيروس نقص المناعة المكتسبة والإيدز. وتستخدم مجموعة كبيرة من إستراتيجيات الدعم الصحي منهج الاتصال باعتباره إستراتيجية تعليمية أو إستراتيجية لوضع القواعد والمعايير. علاوة على ذلك، يجب تصميم إستراتيجيات خاصة بالمجموعات الأكثر عرضة للخطر مثل النساء والشباب والمتعاطين للمخدرات عن طريق الحقن والشواذ جنسيًا والمجموعات المصابة بفيروس نقص المناعة المكتسبة.

## وصلات خارجية
- المشاركة والتعبئة المجتمعية